# Бранденбургский, Яков Натанович
Яков Натанович Бранденбургский (Яков Нутович Гольдзинский; партийные клички: Валериан; Александр, Евгений Павлович, 31 октября (12 ноября) 1881, Балта Подольской губернии, — 19 сентября 1951, Москва) — юрист, советский государственный и партийный деятель.

## Биография
Яков Натанович Бранденбургский родился 31 октября (12 ноября) 1881 года в семье мелкого чиновника.
По окончании гимназии в Ананьеве (Херсонской губернии), он в 1900 году поступил в Новороссийский университет Одессы.
Весной 1901 года за участие в студенческом движении Бранденбургский был исключен из университета, однако вернулся туда осенью того же года. Участвовал в первом всероссийском студенческом съезде в Риге и после возвращения со съезда, которое совпало с новой волной студенческих беспорядков, был в феврале 1902 года вторично исключён из университета и выслан из Одессы.
Участвовал в агитации за забастовку в столярных мастерских, за что был 1 июня 1903 года арестован в Ананьеве, куда он приезжал на время. Пробыл под стражей до 23 августа 1903 года, потом выпущен под особый надзор полиции в Балте.
В том же году вступил в Российскую социал-демократическую рабочую партию в Одесском комитете. В 1904 году направлен в Екатеринославский комитет партии и работал в качестве ответственного организатора Городского района.
Из-за угроза ареста в апреле 1905 года уехал в Женеву. В июле того же года приехал в Ригу, где был включён в состав местного комитета большевиков и руководил партийной работой на Русско-Балтийском вагонном заводе. За это был арестован в сентябре, но в октябре 1905 года попал под всеобщую амнистию. Однако, вскоре был привлечён по делу об убийстве директора Русско-Балтийского завода А. Крицкого и вновь арестован. Освобождён через месяц под залог.
В начале января 1906 года Бранденбургский бежал в Петербург, был направлен в Тверской комитет РСДРП(б). Оттуда был делегирован на Стокгольмский IV (Объединительный) съезд РСДРП 1906 года, в котором участвовал под псевдонимом «Валериан» (в протококолах съезда — «Михайлов»). Имел и другие партийные псевдонимы: «Александр», «Евгений Павлович».
После съезда работал в Петербургском комитете партии, был представителем Нарвского района. 23 июля 1906 года был арестован из-за разоблачения деятельности комитета на станции Удельная полицией. Был судим (в рамках дела «19-ти») как Георгий Фёдорович Пашин (Я. Н. Бранденбургский жил в Петербурге по подложным документам на имя крестьянина из Смоленской губернии) в марте 1907 года и приговорён к заключению в крепости на год и шесть месяцев с зачётом времени предварительного заключения.
В 1908 году он эмигрировал из России в связи с назначением к слушанию рижского дела 1905 года (после процесса «19-ти» он раскрыл своё подлинное имя).
После, Бранденбургский жил в Париже, где в 1911 году окончил юридический факультет Сорбонны.
В 1917 году он возвращается в Россию. Во время Октябрьской революции работал в Петроградском продовольственном комитете, с июня 1918 года в Наркомпроде в Москве. Я. Н. Бранденбургский был уполномоченным ВЦИК по сбору продразвёрстки и продналога по ряду губерний.
В 1920—1921 годах член правления Центросоюза.
В 1922—1929 годах член коллегии Наркомата юстиции и член Законодательной комиссии СНК СССР; принимал участие в разработке ряда законопроектов (например, он был одним из авторов Кодекса законов о браке, семье и опеке РСФСР 1926 года)
В 1929—1931 годах член Нижневолжского крайкома ВКП(б), заместитель председателя крайисполкома.
С 1931 года — член коллегии Наркомата труда СССР.
В 1934—1938 годах член Верховного суда СССР.
С 1936 года и в течение двух лет находился в лечебнице для психически больных.  По мнению Эльзы Яковлевны Бранденбургской, ее отец «симулировал психическое расстройство, и это спасло его от ареста». 
С 1939 года — персональный пенсионер.
Проживал в Доме на набережной в квартире №25.
Урна с прахом захоронена в колумбарии Новодевичьего кладбища.
- Жена — Бранденбургская Анна Лазаревна (1887—1977).
- Дочь — Бранденбургская  Эльза Яковлевна (род. 1913).

## Научная деятельность
В 1925—1929 годах был деканом юридического факультета МГУ, профессором, писал научные работы на юридические темы, в основном, по брачно-семейному праву. Выступал за узаконение внебрачного сожительства, так как предсказывал отмирание института брака: «в коммунистическом обществе люди не будут нуждаться ни в том, чтобы общество вмешивалось в союз полов, даже в виде простой регистрации».
В 1928—1929 годах выполнял обязанности главного редактора «Еженедельника Советской Юстиции».
Я. Н. Бранденбургский являлся сторонником принципа «революционной законности», то есть соблюдения не только формы, но и «духа» социалистического законодательства, «направленного к ограждению интересов рабоче-крестьянского государства и нужд трудящихся». Кроме того, он призывал отбросить «мягкотелость», «гуманность» и «открыть истребляющий огонь по обнаглевшему классовому врагу», «по-большевистски творить расправу над социально-враждебными элементами».